# Augusto Renato Cuissart
Augusto Renato Cuissart ( – ) foi um médico brasileiro.
Foi eleito membro da Academia Nacional de Medicina em 1832, com o número acadêmico 24, na presidência de José Francisco Xavier Sigaud.